# 捷爾任斯克山
捷爾任斯克山是白俄羅斯的高山，位於捷爾任斯克以北20公里的明斯克高地，海拔高度345米，是該國的最高點，該座高山是普齊奇河、伊斯拉奇河等河流的發源地。
該山的名字來源於蘇联全俄肅反委員會（簡稱“契卡”）的的創始人和頭目捷爾任斯基。